# دوروثيوس الأنطاكي
دوروثيوس الأنطاكي كان رئيس أساقفة الآريوسي في القسطنطينية منذ عام 388 حتى وفاته في 407م، حيث اشتهر دوروثيوس بأنه عاش حتى سن 119.
قبلها، عمل دوروثيوس أسقفا أريوسًا لأنطاكية، بعد أن خلف بطريرك أنطاكية أوزويوس بحدود عام 376م.
كان وصول دوروثيوس إلى العرش الأسقفي في القسطنطينية بمثابة فترة اضطراب داخل المجتمع الآريوسي في المدينة. أزاح دوروثيوس رئيس الأساقفة السابق مارينوس التراقي، مما أدى إلى انقسام المجتمع.